# Акви-Терме

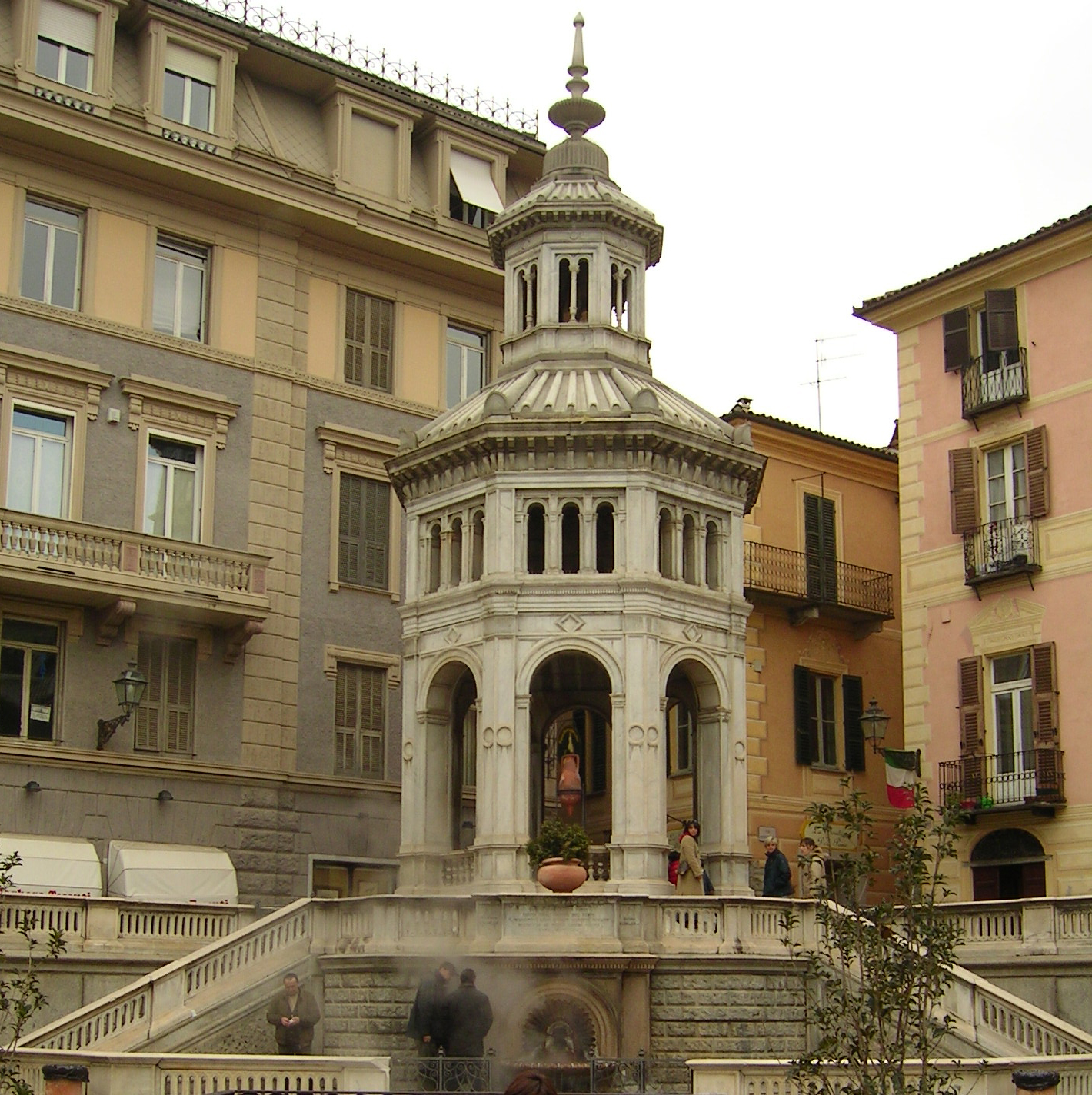
Павильон "Болленте"

Акви-Терме (итал. Acqui Terme) — город в Италии, термальный курорт, расположен в регионе Пьемонт, подчинён административному центру Алессандрия (провинция).
Население составляет 20 142 человека (на 2004 г.), плотность населения составляет 581 чел./км². Занимает площадь 33 км². Почтовый индекс — 15011. Телефонный код — 00144.
Целебные свойства источников Акви-Терме известны ещё с римских времён. Тогда город назывался Акви-Статиеллае, упоминания о нём можно встретить в трудах Плиния Старшего. Здесь лечились римские легионеры.  Однако термы, построенные во времена Римской империи, были уничтожены варварами, и их восстановление началось только в 1480 году.
Источники Акви-Терме богаты солями, йодом и бромом, что делает их воды схожими с морской водой. С древних времён они известны, как прекрасное средство для лечения заболеваний опорно-двигательного аппарата. Гордость термального курорта - павильон "Болленте", который был построен в центре Акви-Терме в 1870 году на месте, где на поверхность выходят горячие источники с температурой воды +75 градусов. Также в городе имеется и другой выход термальных вод с температурой +50 градусов - так называемое "Озеро источников". Городские термы открыты круглый год, кроме января. Кроме того, в Акви-Терме находятся два спа-центра, где предлагаются самые разнообразные процедуры: грязелечение, ингаляции, массаж, гидромассаж и косметологические процедуры. 

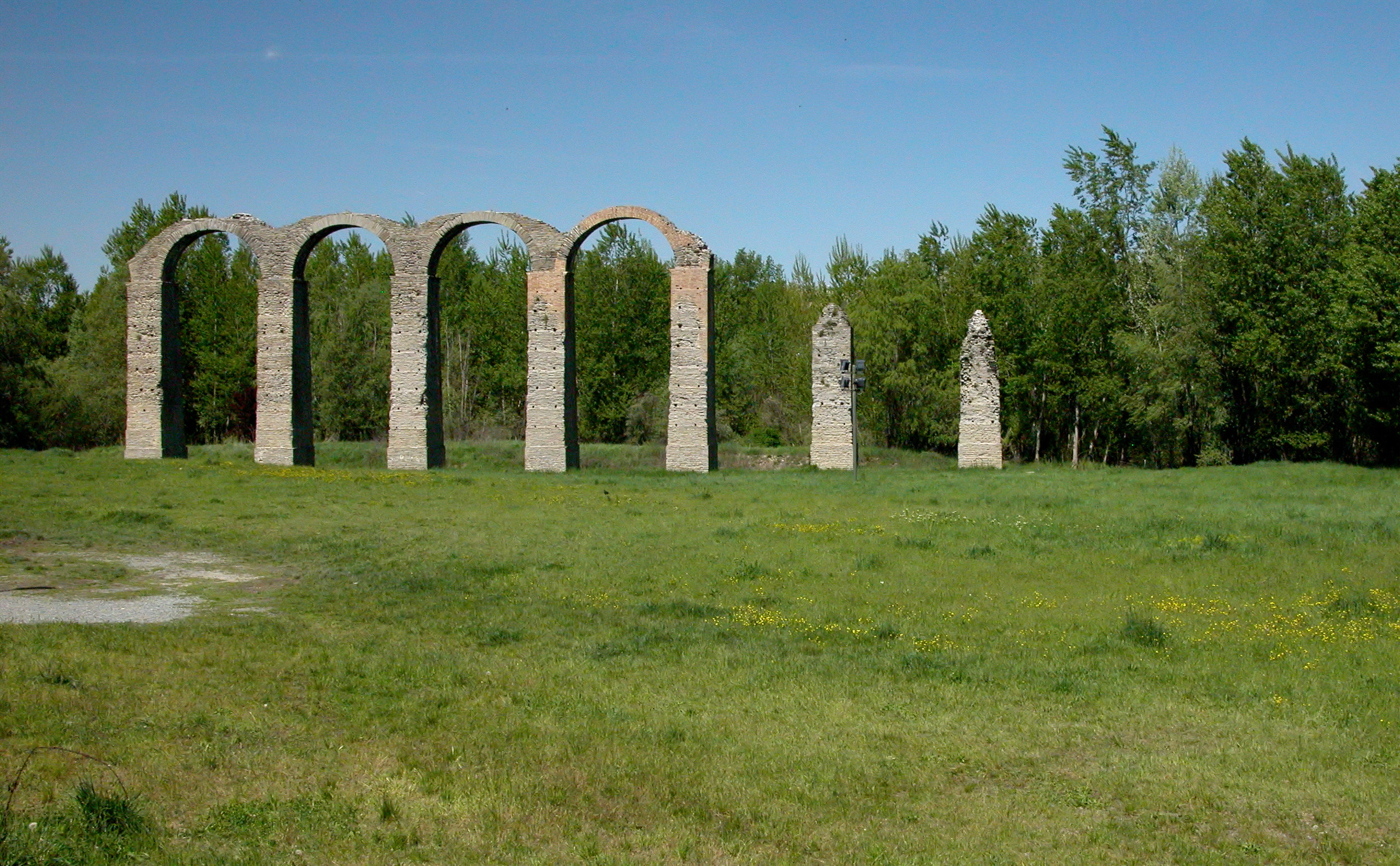
Акведук

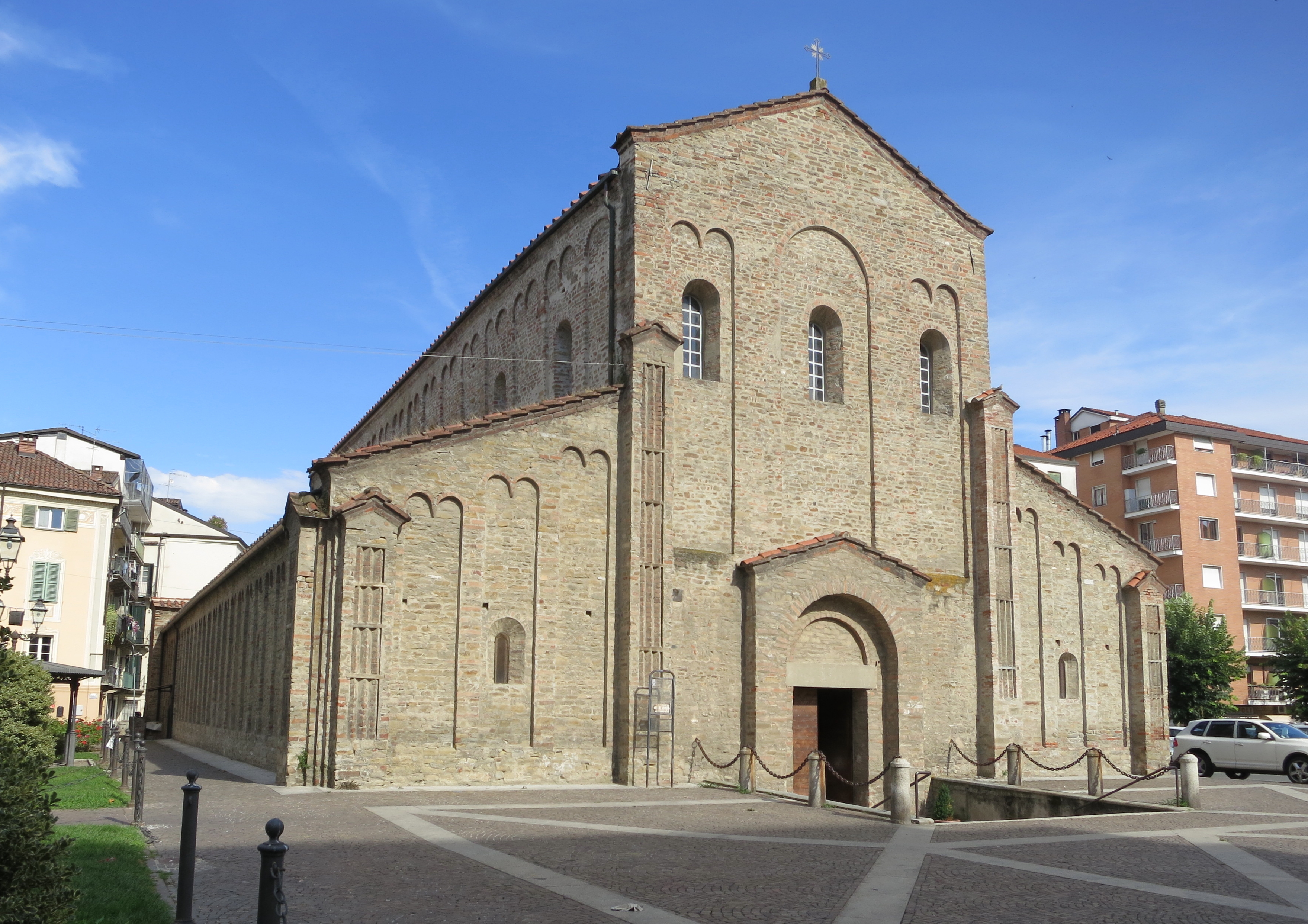
Церковь святого апостола Петра

Не стоит забывать, что эта часть региона Пьемонта известна своими гастрономическими традициями. Она является родиной изысканных итальянских вин, среди которых Бароло, Барбера, Гави и игристые вина Асти, а также вермутов Чинзано и Мартини. Кроме того, этот район Пьемонта является родиной белого трюфеля - самого дорого в мире гриба.

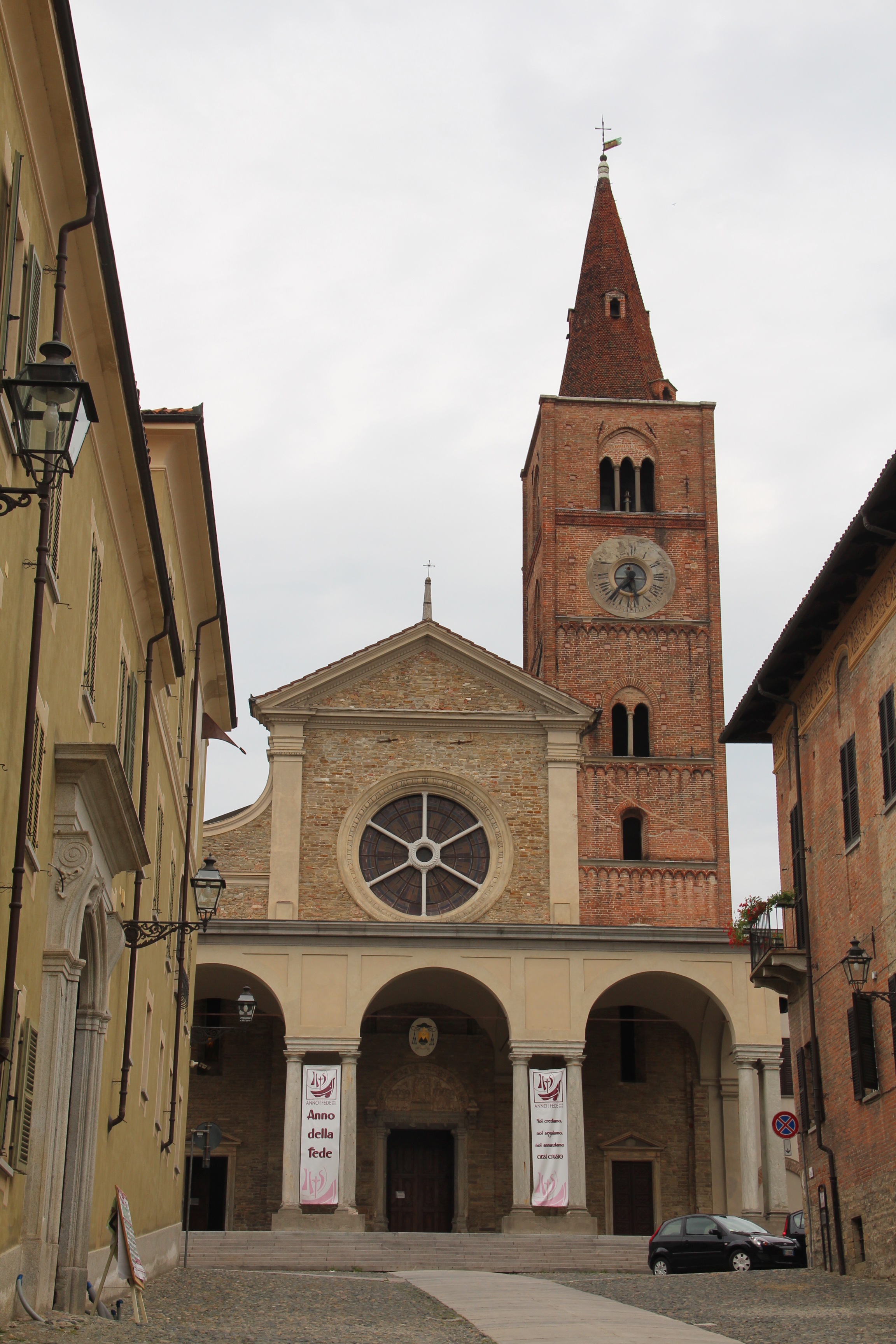
Кафедральный храм

Из старинных зданий сохранился лишь маленький замок Палеологов,  Собор Успения святой Богородицы (X в.), церковь апостола Петра (XI в.) и остатки римского акведука.
Замок Палеологов впервые упоминается в 1056 году. С изобретением пороха он утратил своё боевое могущество, неоднократно получал повреждения и множество раз захватывался. В одной из частей замка находится Городской археологический музей.
Собор Успения святой Богородицы был построен в начале 10 века и освящен в 1067 году. Здание, выполненное в романском стиле, имеет в плане латинский крест, и изначально было разделено на три нефа. В 18 веке их стало пять. В интерьере представлены украшения 18-19 веков: заслуживает внимание барочный алтарь святого Гвидо д’Акви и триптих «Благовещение» каталонского художника Бартоломе Бермехо (конец XV века).
Покровителем города считается святой Гвидо.

## Города-побратимы
- Генуя, Италия
- Аргостолион, Греция

## Известные люди из Акви-Терме
- Святой Гвидо
- Кьеза, Джульетто (1940 – 2020) — журналист и политический деятель
- Роффредо, Джулио